# Phyllachora junci
Phyllachora junci (Alb. & Schwein.) Fuckel – gatunek grzybów z klasy Sordariomycetes. Grzyby mikroskopijne, patogeny roślin.

## Występowanie
Znane jest występowanie tego gatunku w Ameryce Północnej i w Europie. Na północy sięga po północne wybrzeża Półwyspu Skandynawskiego. W Polsce podano kilka stanowisk na sicie skupionym (Juncus conglomeratus), sicie rozpierzchłym (Juncus effusus) i sicie sinym (Juncus inflexus).

## Systematyka i nazewnictwo
Pozycja w klasyfikacji według Index Fungorum:  Phyllachora, Phyllachoraceae, Phyllachorales, Sordariomycetidae, Sordariomycetes, Pezizomycotina, Ascomycota, Fungi.
Po raz pierwszy takson ten opisali w 1805 r. Johannes Baptista von Albertini i Lewis David von Schweinitz nadając mu nazwę Sphaeria striiformis var. junci. Obecną, uznaną przez Incdex Fungorum nazwę nadał mu Leopold Fuckel w 1870 r.
Synonimy:
- Dothidea junci (Alb. & Schwein.) Fr. 1849
- Dothidella junci (Alb. & Schwein.) Sacc. 1915

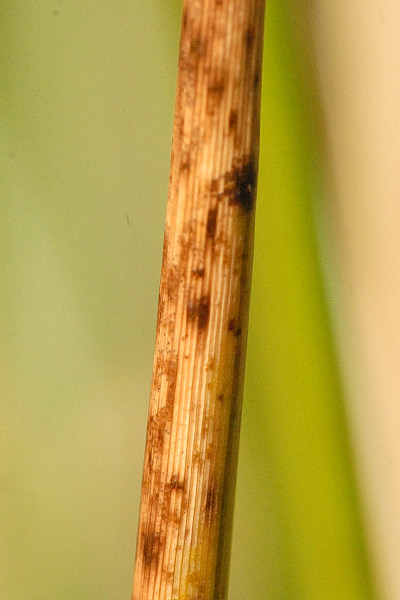
Łodyga porażonego situ

- Endodothella junci (Alb. & Schwein.) Theiss. & Syd. 1915
- Scirrhia junci (Alb. & Schwein.) Rehm 1908
- Sphaeria junci (Alb. & Schwein.) Fr. 1823
- Sphaeria striiformis var. junci Alb. & Schwein. 1849
- Dothidella junci (Alb. & Schwein.) Sacc. 1915
- Endodothella junci (Alb. & Schwein.) Theiss. & Syd. 1915
- Scirrhia junci (Alb. & Schwein.) Rehm 1908
- Sphaeria junci (Alb. & Schwein.) Fr. 1823
- Sphaeria striiformis var. junci Alb. & Schwein. 1805[5]